# Столкновение в аэропорту Ханэда
Столкновение в аэропорту Ханэда — авиационная катастрофа, произошедшая 2 января 2024 года. Авиалайнер Airbus A350-941 авиакомпании Japan Airlines выполнял плановый внутренний рейс JAL516 по маршруту Саппоро—Токио, но после посадки в аэропорту назначения на взлётно-посадочной полосе столкнулся с самолётом De Havilland Canada DHC-8-315Q MPA береговой охраны Японии, который должен был вылететь для помощи пострадавшим от землетрясения в префектуре Исикава. Все 379 человек (367 пассажиров и 12 членов экипажа) на борту рейса JL516 выжили, 17 из них получили ранения; на борту DHC-8 из 6 членов экипажа выжил только 1, получив тяжёлые травмы. Оба самолёта полностью сгорели после столкновения.
Данная авиакатастрофа стала первой и (по состоянию на январь 2024 года) единственной потерей самолёта Airbus A350. Также это первое авиационное происшествие с человеческими жертвами и первая потеря самолёта Japan Airlines с момента катастрофы Boeing 747 под Токио в 1985 году. Аэропорт Ханэда был закрыт на несколько часов после столкновения.

## Самолёты

### Airbus A350
Airbus A350-941 авиакомпании Japan Airlines (JAL) с бортовым номером JA13XJ и серийным 538 совершил свой первый полёт 20 сентября 2021 года и был поставлен авиакомпании 10 ноября того же года.

### De Havilland Canada DHC-8
De Havilland Canada DHC-8-315Q MPA Береговой охраны Японии с бортовым номером JA722A и серийным 656 совершил свой первый полёт в ноябре 2007 года. 26 февраля 2008 года он был доставлен авиакомпании Field Aviation Company Inc. с бортовым номером C-FOIY, а в феврале 2009 года передан Sojitz Avisys Corp., получив номер JA722A. В марте того же года он поступил береговой охране Японии. Самолёт был повреждён во время землетрясения и цунами в Японии в 2011 году, находясь в аэропорту Сендай, и был единственным повреждённым там самолётом, подлежащим ремонту.

## Хронология событий
Рейс 516 авиакомпании Japan Airlines вылетел из аэропорта Титосе в 16:27 JST (07:27 UTC), направившись в аэропорт Ханэда. Примерно в 17:47 JST (08:47 UTC) при посадке в аэропорту Ханэда на ВПП 34R рейс 516 столкнулся с самолётом береговой охраны Японии DHC-8-315, который, как сообщается, не был оснащён ответчиком ADS-B.
Самолёт береговой охраны с шестью членами экипажа на борту готовился доставить продовольствие в районы, пострадавшие от мощного землетрясения в районе полуострова Ното префектуры Исикава, произошедшего накануне. Это был один из четырёх самолётов, который был предоставлен правительством Японии для оказания помощи пострадавшим районам.
На кадрах с камеры видеонаблюдения видно, как самолёт JAL оставлял за собой огненный след, проехав около одного километра по полосе, прежде чем остановиться. Пожарные службы прибыли примерно через три минуты. Всего на место катастрофы прибыло около 100 пожарных машин. По данным Пожарного управления Токио, пожар был почти потушен вскоре после полуночи. К этому времени корпус самолёта разрушился из-за высокой интенсивности пламени.
Все 367 пассажиров и 12 членов экипажа, находившиеся на борту рейса 516, покинули самолёт. Для эвакуации использовались три из восьми эвакуационных трапов, расположенные в передней части самолёта. JAL сообщила, что система громкой связи самолёта перестала функционировать, поэтому экипаж раздавал инструкции с помощью мегафонов и криков. Среди пассажиров были 12 граждан Австралии. На борту также находилось 8 детей. 17 человек получили незначительные травмы, четверо из них были доставлены в больницу. Никто из пассажиров не взял с собой ручную кладь, что способствовало быстрой эвакуации. Другим фактором, повлиявшим на выживание находившихся на борту, было то, что самолёт, который является одной из первых коммерческих моделей, изготовленных из композитных материалов из углепластика, по-видимому, относительно хорошо выдержал первоначальные последствия столкновения и возгорания. Последний человек, находившийся на борту самолёта, был эвакуирован в 18:05, через 18 минут после приземления.
Командир воздушного судна (КВС) борта DHC-8-315, который сообщил, что самолёт взорвался после столкновения, выжил, получив серьёзные травмы, в то время как пятеро других членов экипажа были признаны погибшими Пожарным управлением Токио. Обломки самолёта береговой охраны находились в нескольких сотнях метров от места конечной остановки самолёта JAL.

Все взлётно-посадочные полосы были закрыты на время тушения пожара, после чего были закрыта только ВВП, где произошёл инцидент. Более 1000 рейсов были отменены. Через 6 дней после столкновения аэропорт заработал в штатном режиме.
- Вид на обломки рейса 516 Japan Airlines (3 января 2024 года)
- Вид на обломки самолёта береговой охраны (3 января 2024 года)

## Реакция
Премьер-министр Японии Фумио Кисида выразил соболезнования погибшим солдатам — членам экипажа самолёта береговой охраны, упомянув об их служении жертвам землетрясения Ното 2024 года. Он также поблагодарил экипаж самолёта JAL, который помог оперативно эвакуировать всех пассажиров из своего самолёта и сохранить их жизни.
Губернатор Токио Юрико Коикэ также выразила печаль в связи с тем фактом, что «одна катастрофа привела к другой катастрофе».
Международная ассоциация воздушного транспорта (IATA), авиакомпания Japan Airlines и компания Airbus выразили свои соболезнования семьям и друзьям пяти погибших, а также тем, кто пострадал в столкновении самолётов. Компании заявили о том, что будут активно содействовать в расследовании инцидента, компания Airbus направила специалистов для оказания помощи в расследовании. JAL также предложила полный возврат средств и бесплатное перебронирование до 31 января для пассажиров, которые уже забронировали рейсы, запланированные на период с 2 января по 1 апреля.
Заместитель командующего береговой охраной Японии Ёсио Сегучи также выразил свои соболезнования семьям погибших.
Японская федерация профсоюзов работников гражданской авиации за безопасность полетов (JFAS) заявила, что в соответствии с Приложением 13 ИКАО выяснение фактов должно быть первоочередной задачей, добавив, что во многих случаях вмешательство полиции мешало установлению причины авиакатастроф.

## Расследование
Расследование катастрофы возглавил Совет по безопасности на транспорте Японии. Французское Бюро по расследованию и анализу безопасности гражданской авиации объявило в Twitter, что будет сотрудничать с Airbus в ходе расследования. В Бюро добавили, что направят группу в Японию для расследования происшествия в рамках их протокола о происшествиях с участием самолётов Airbus. О своём участии в расследовании объявили Rolls-Royce, Канадский совет по безопасности на транспорте, De Havilland Canada, Pratt & Whitney Canada и Национальный совет по безопасности на транспорте США.
3 января MLIT была обнародована расшифровка переговоров между управлением воздушным движением и экипажами, охватывающую последние 4 минуты и 27 секунд перед катастрофой. Она свидетельствует, что до аварии авиадиспетчеры разрешили самолёту JAL совершить посадку на ВПП 34R, в то время как самолёт береговой охраны получил указание оставаться на рулёжной дорожке C5. Однако телеканал NHK со ссылкой на источник в береговой охране сообщил, что командир DHC-8 после катастрофы заявлял о полученном от авиадиспетчеров разрешении на взлёт. Позже авиадиспетчеры сообщили представителям Министерства земли, инфраструктуры, транспорта и туризма Японии (MLIT), что они не заметили, как самолёт береговой охраны выехал на взлетно-посадочную полосу, добавив, что они были заняты другими воздушными судами. Представитель MLIT заявил, что пилот DHC-8, возможно, не слышал, как диспетчерская вышка разрешила самолёту JAL посадку, поскольку в то время его радиостанция могла быть настроена на частоту управления наземным движением воздушных судов. Другой представитель MLIT также сообщил, что береговая охрана не была проинформирована о мерах, принятых правительством для предотвращения несанкционированным выездом на ВПП после аналогичных инцидентов в 2007 году.
К 6 января были найдены речевые и параметрические бортовые самописцы обоих самолётов. Согласно заявлению Совета по безопасности на транспорте Японии от 23 января, они не получили серьёзных повреждений.
24 июня MLIT опубликовал первый промежуточный отчёт расследования. Расследование выявило такие проблемы, как нехватка персонала в аэропорту (из 80 человек на место аварии прибыло только около 40) и задержка машин скорой помощи и пожарных автомобилей на въезде и выезде из аэропорта до 30 минут, что затрудняло помощь пострадавшим. В связи с этим Министерство земли, инфраструктуры, транспорта и туризма Японии запросило увеличение персонала аэропорта, которые смогут реагировать на ЧП круглосуточно в рабочие и праздничные дни. Помимо этого было установлено, что в тушении пожара участвовало множество разных служб, у которых не было единого руководителя процессом, а также общение происходило по разным каналам коммуникации, что увеличивало время на согласование действий. В дальнейшем было рекомендовано использовать при ЧП радиоприёмники аэропорта, в котором происходят аварийные работы.
25 декабря 2024 года был опубликован отчет Японского совета по безопасности на транспорте о ходе работ в рамках расследования инцидента, в нём приводятся подробности эвакуации пассажиров самолёта JAL, а также причины аварии, унесшей жизни 5 человек. В отчете указано, что капитан самолёта береговой охраны ошибочно принял указание диспетчерской службы, когда их самолёту сообщили, что он «номер один», и заехал на взлетно-посадочную полосу 34R, полагая, что разрешение на взлет получено. В отчете также говорится, что ни ответственный диспетчер, ни пилоты JAL не заметили, что самолёт береговой охраны въехал на взлетно-посадочную полосу, так как его бортовые белые огни для предотвращения аварий были похожи на огни взлётно-посадочной полосы. Согласно выводу специалистов, расследовавших аварию, сочетание этих трех обстоятельств и привело к аварии.